# Johann Lucas von Hildebrandt
Johann Lucas von Hildebrandt (ur. 14 listopada 1668 w Genui, zm. 16 listopada 1745 w Wiedniu) – architekt i inżynier wojskowy, jeden z głównych przedstawicieli baroku w architekturze europejskiej.

## Życiorys
Studiował architekturę w Rzymie pod okiem mistrza Carla Fontany. Po studiach zajmował się wznoszeniem umocnień dla Eugeniusza Sabaudzkiego w trakcie jego kampanii we Włoszech. W 1696 przeniósł się do Wiednia gdzie w 1700 roku został nadwornym inżynierem, a w 1723 nadwornym architektem dworu austriackiego w pałacu Hofburg. Projektował lub rozbudowywał głównie kościoły oraz budynki reprezentacyjne rozsiane w różnych miejscach środkowej i środkowo-wschodniej Europy w istotny sposób wpływając na ukształtowanie się stylu architektury osiemnastowiecznego imperium Habsburgów. Jednym z jego największych dzieł jest Belweder w Wiedniu, projektował również tamtejszy kościół św. Piotra oraz kościół Trynitarzy w Bratysławie. Jest autorem dzisiejszej postaci barokowego klasztoru i kościoła Göttweig

## Galeria

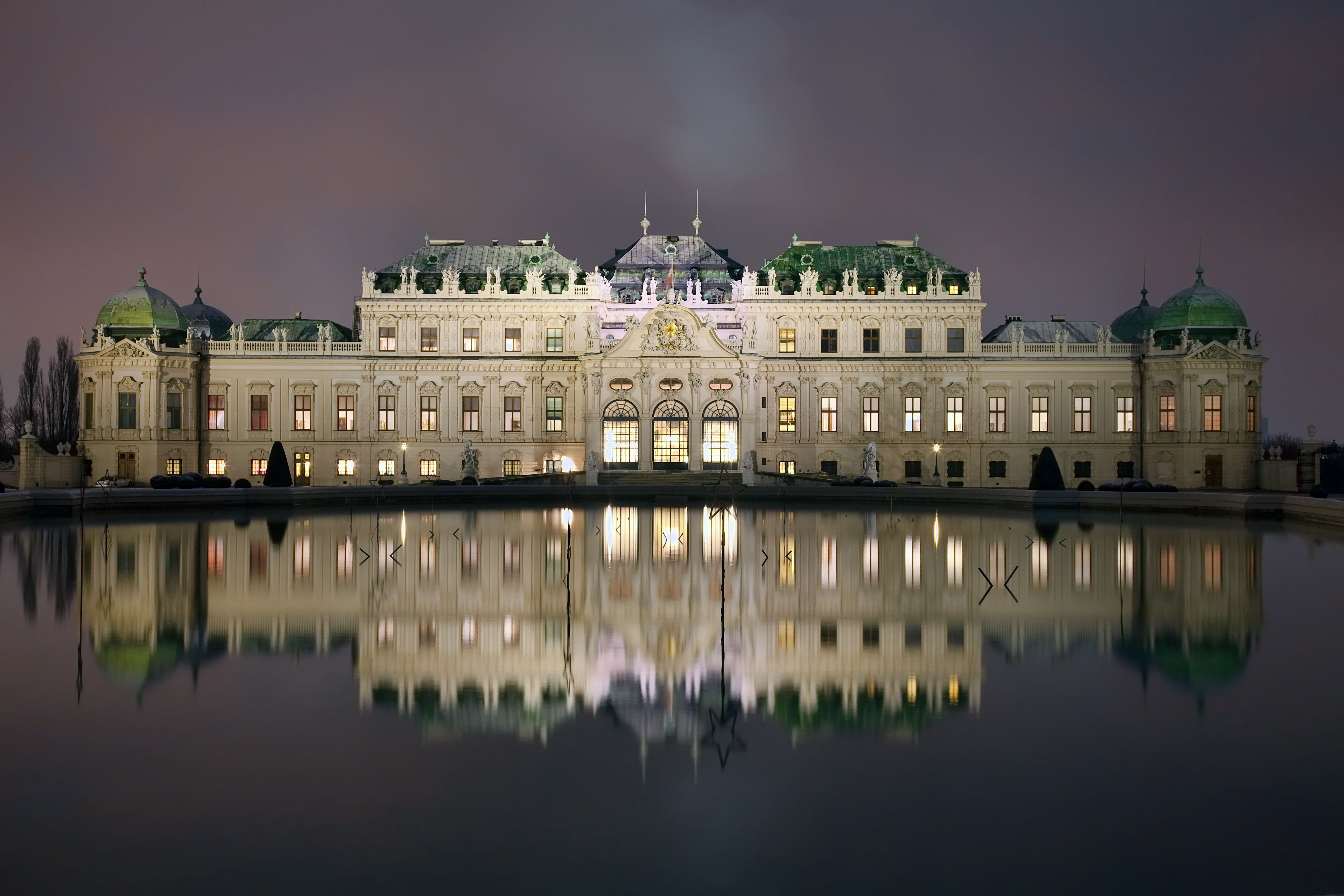
Górny Belweder, Wiedeń
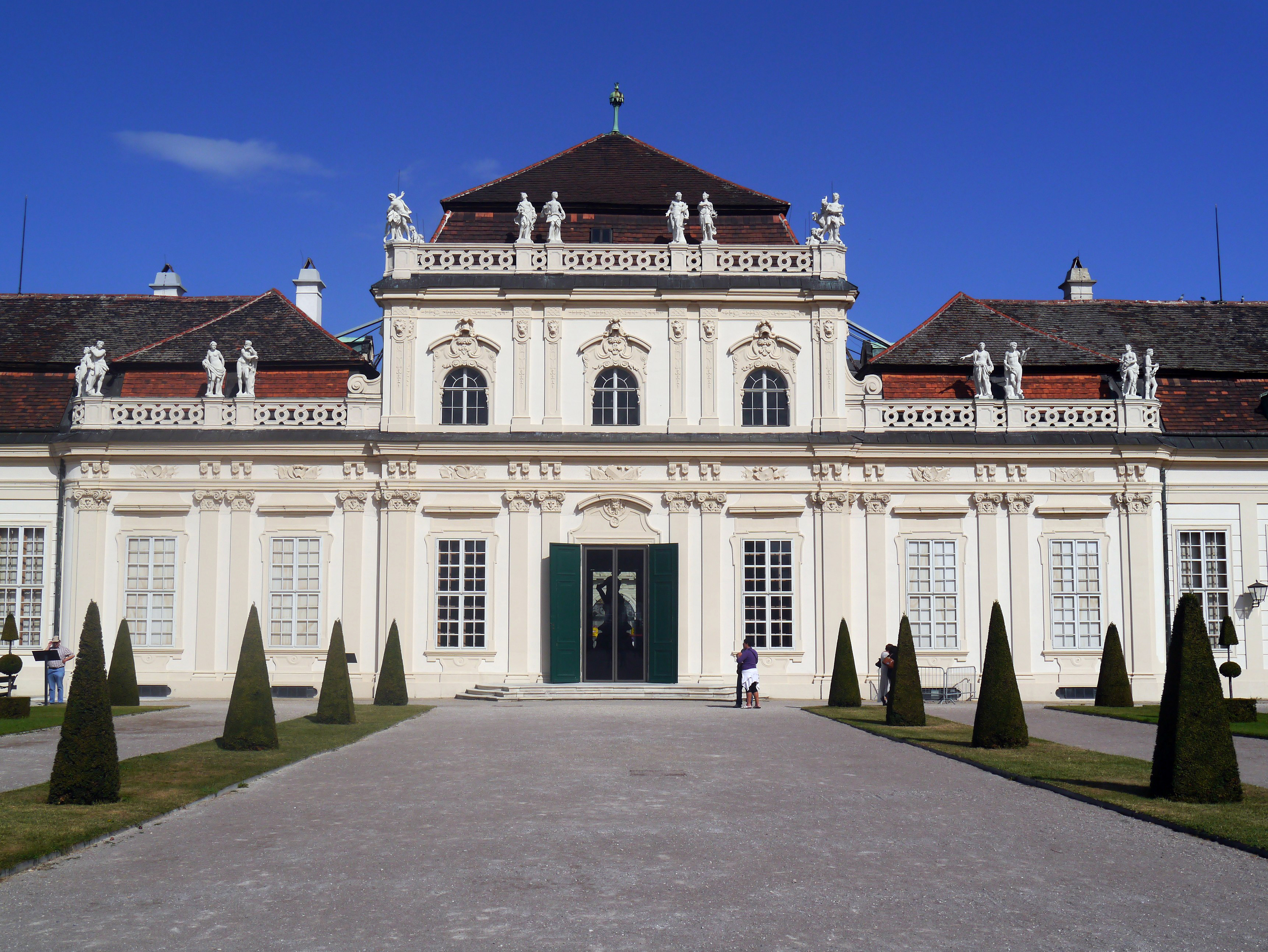
Dolny Belweder, Wiedeń
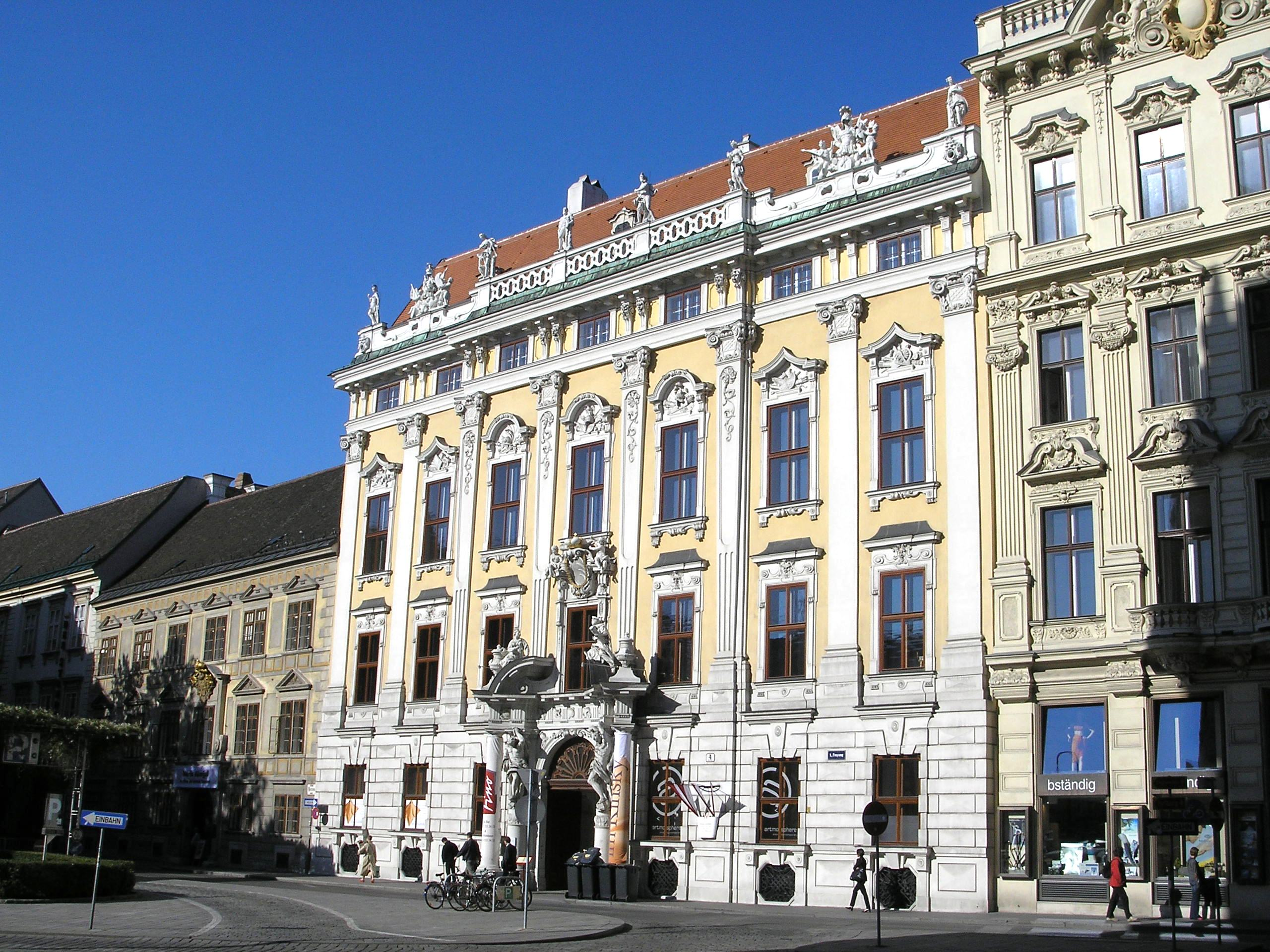
Pałac Kinskich w Wiedniu
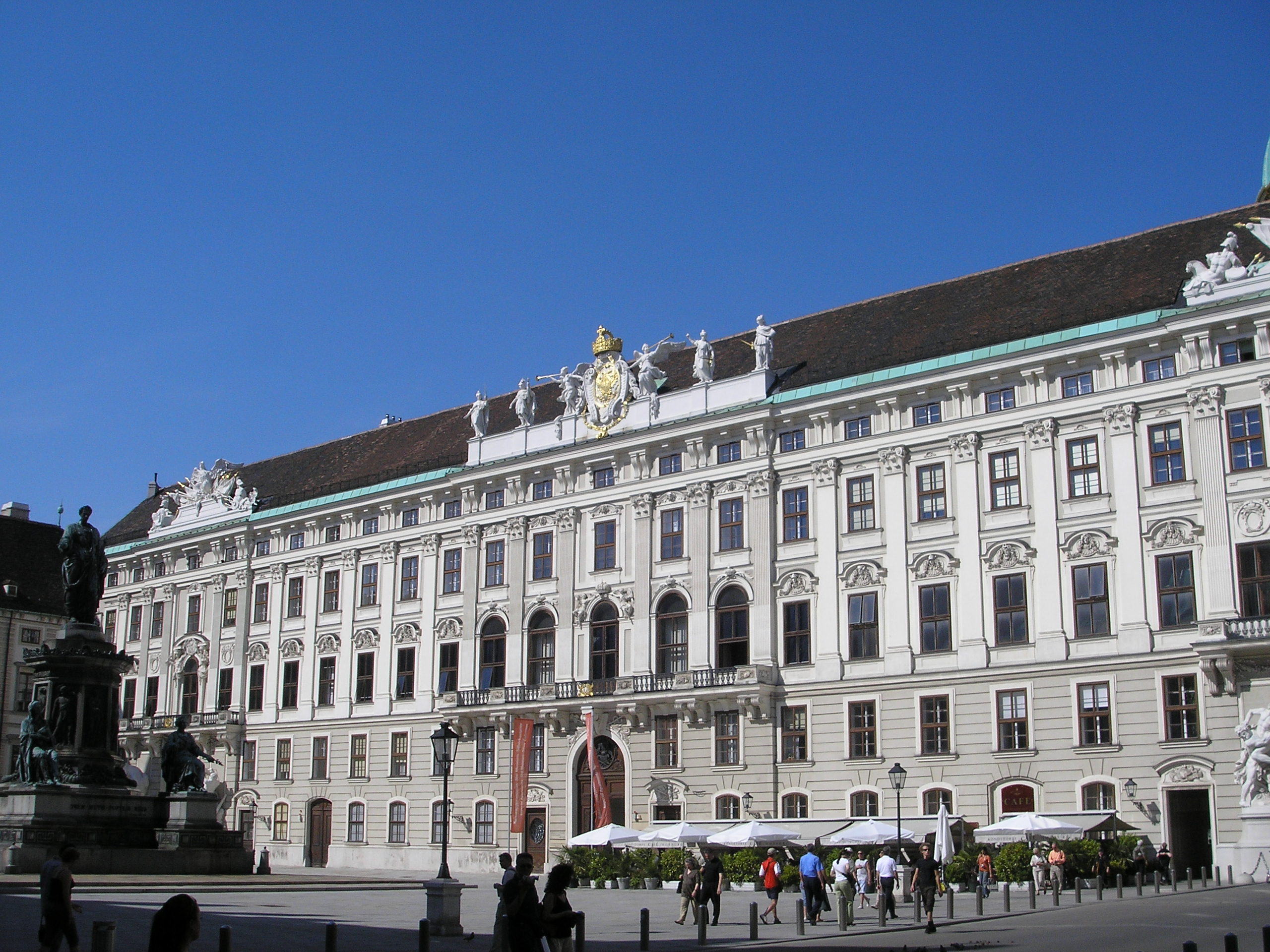
Hofburg – Reichskanzleitrakt
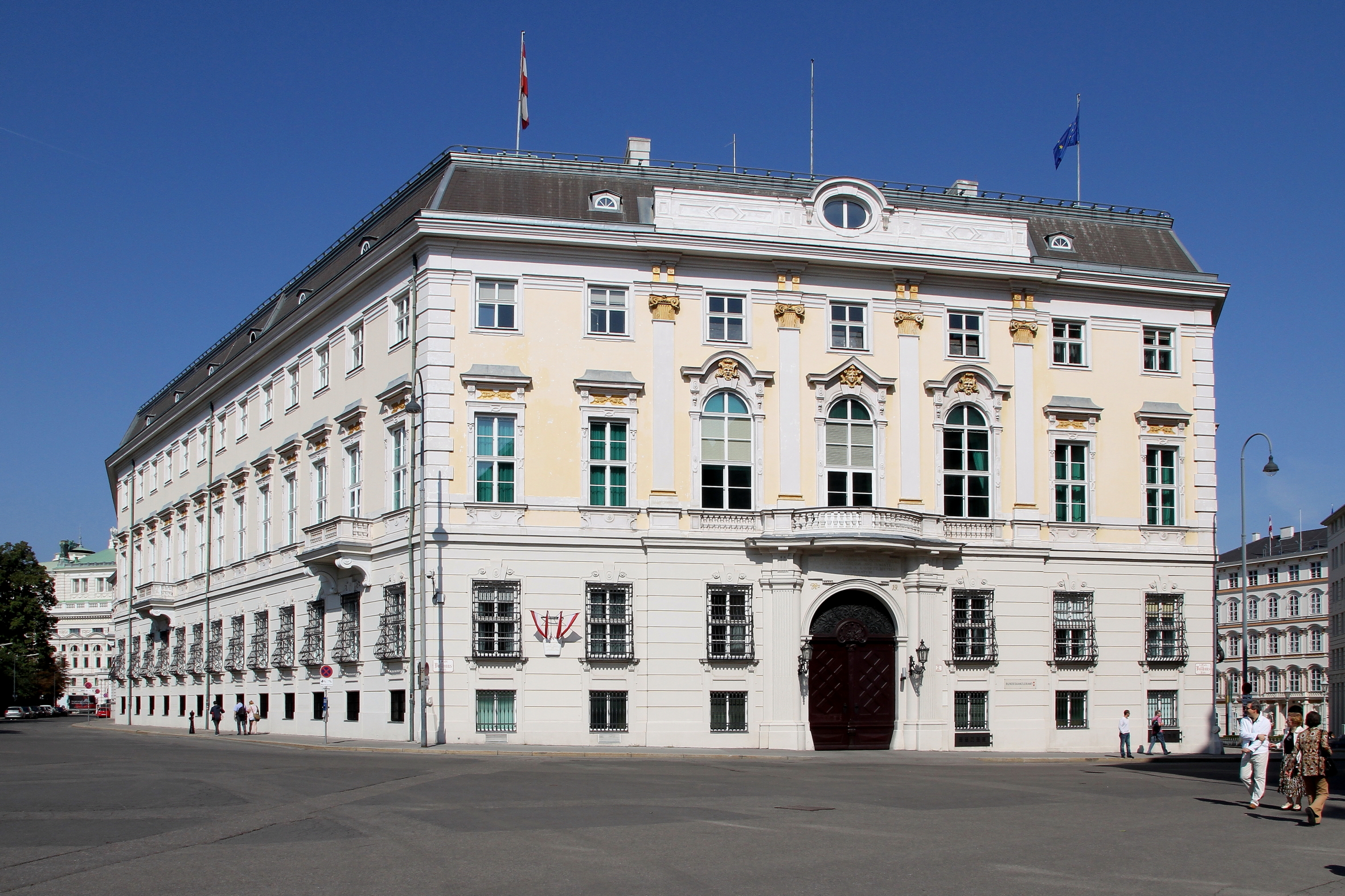
Budynek Kancelarii Austrii, Wiedeń
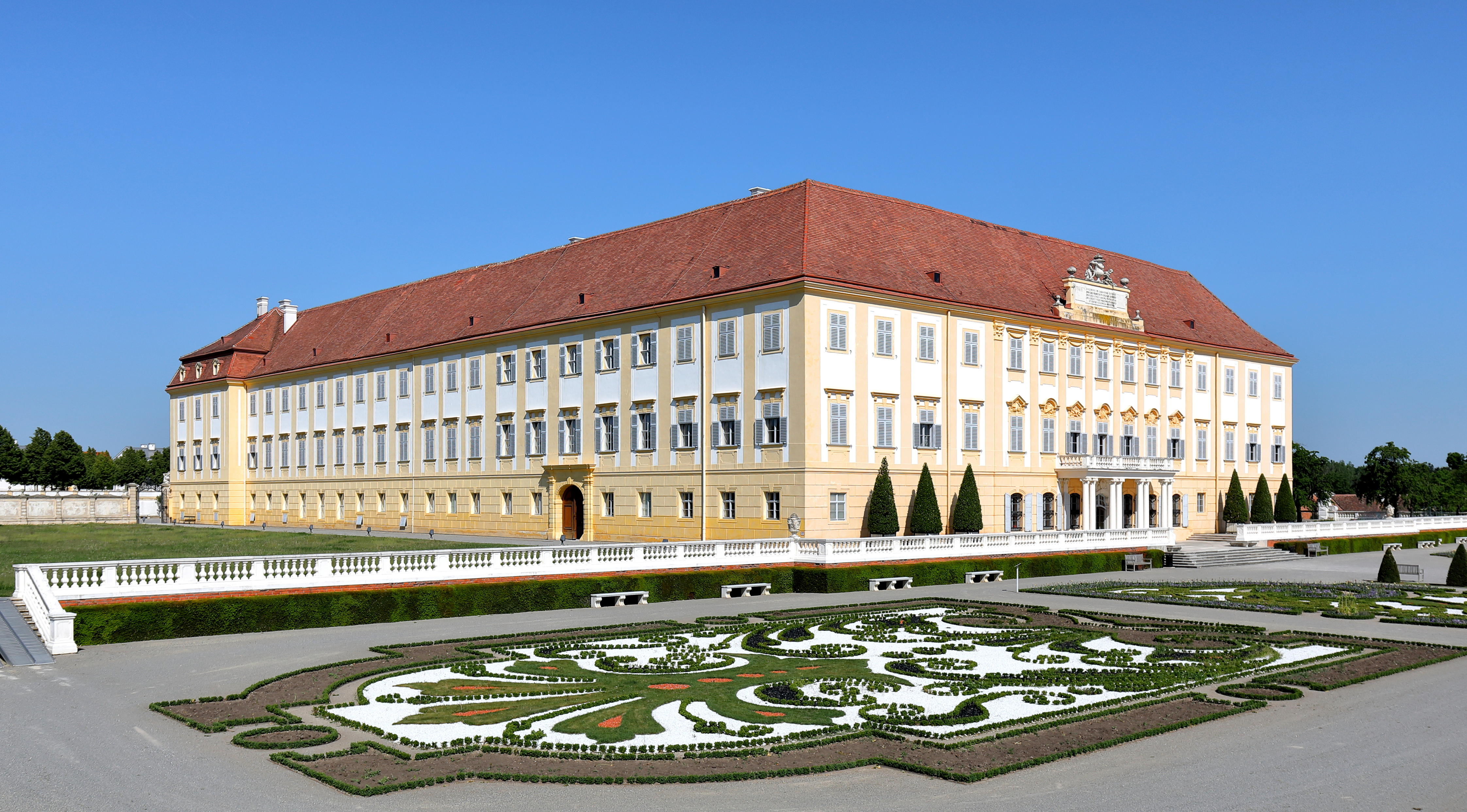
Pałac Schloss Hof
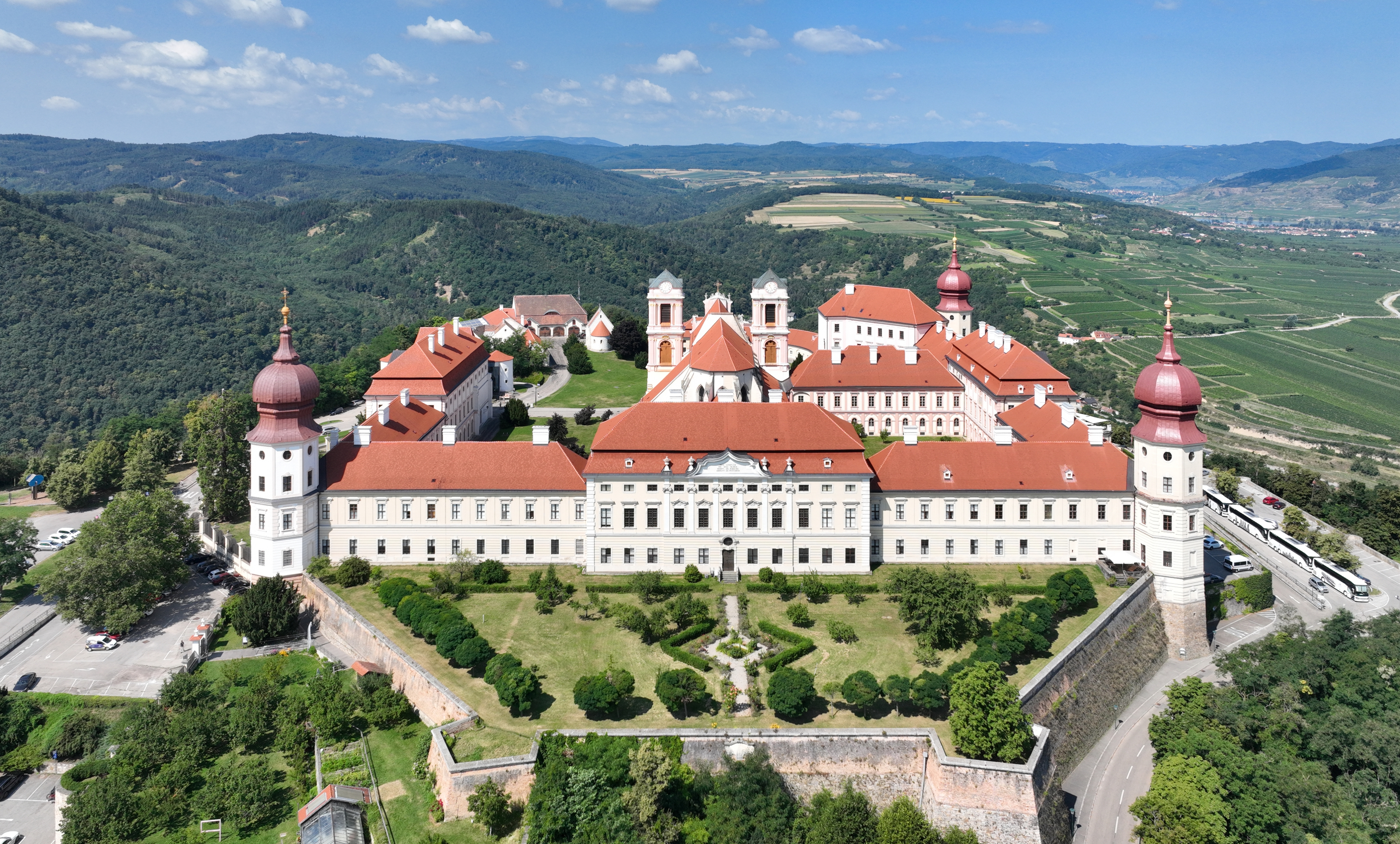
Opactwo Benedyktynów Göttweig
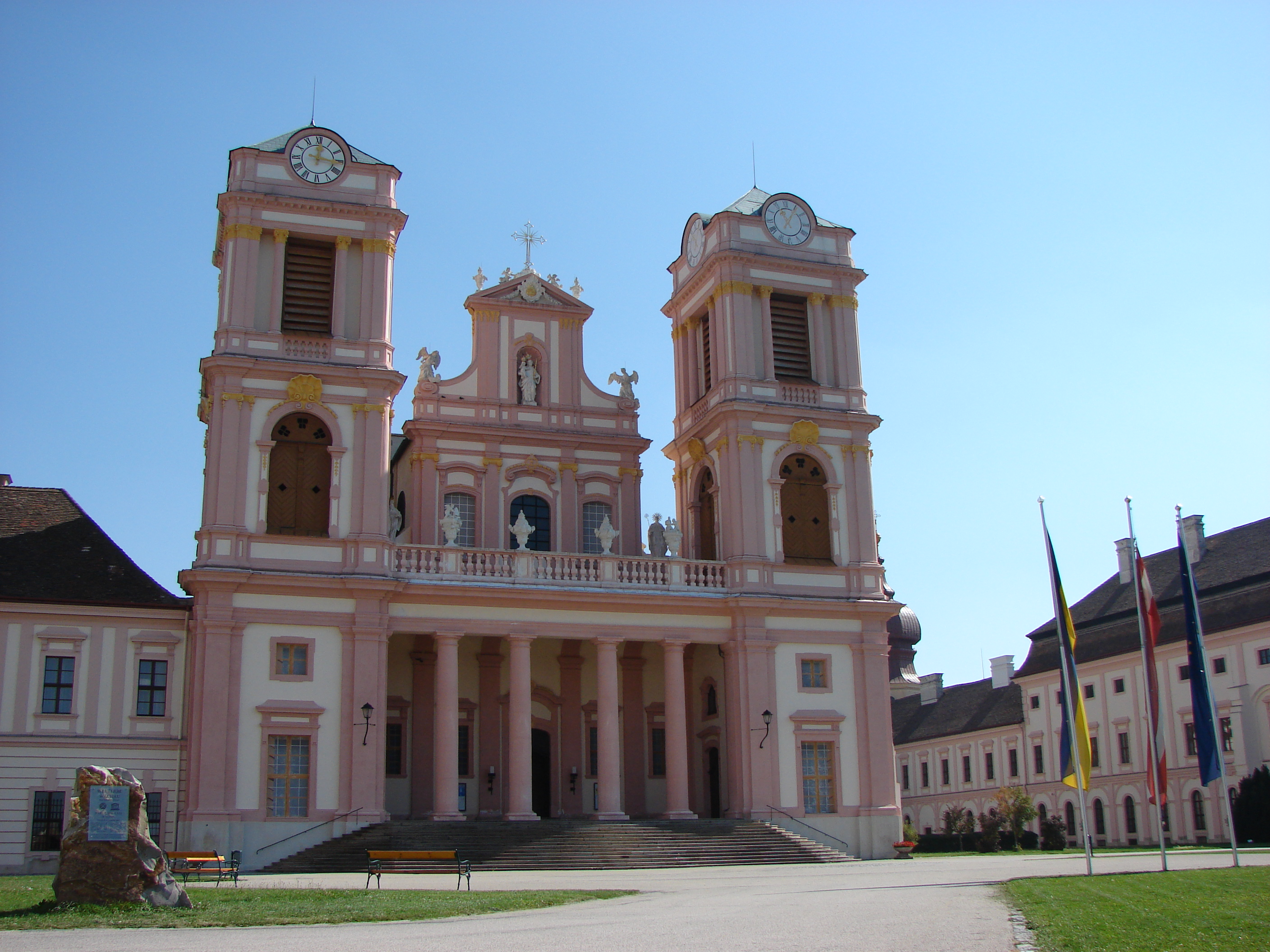
Göettweig – kościół
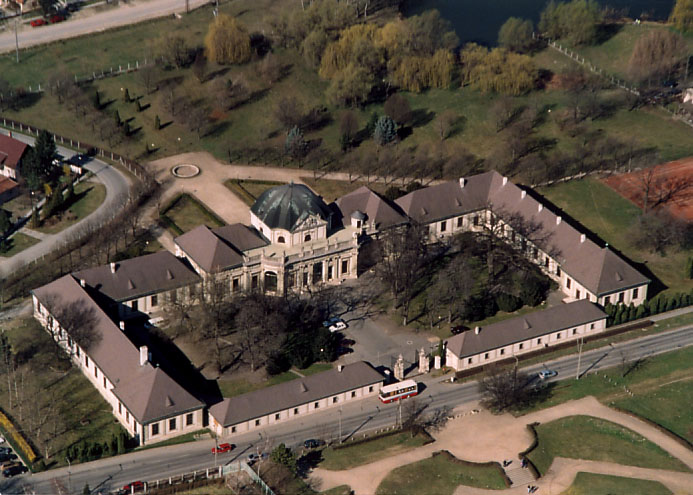
Zamek Savoy, Ráckeve
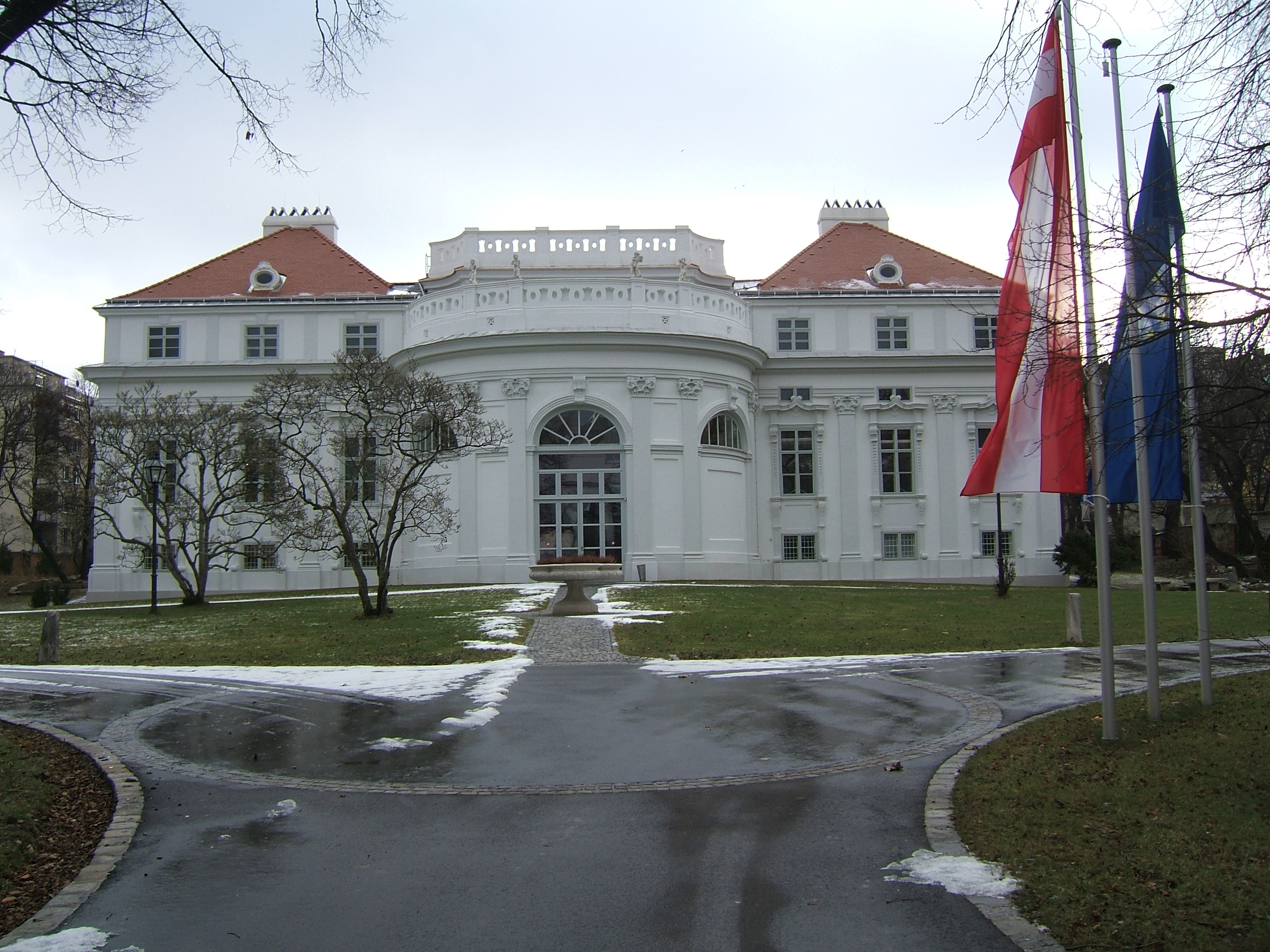
Pałac Schönburg-Rainergasse, Wiedeń
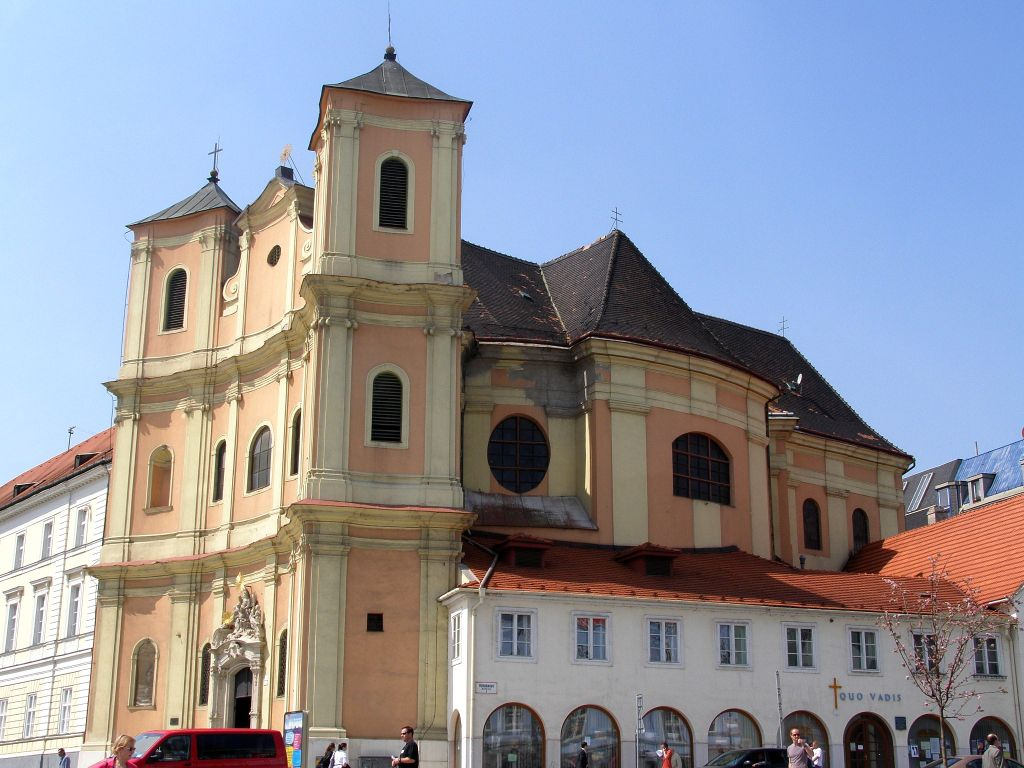
Kościół Trynitarzy, Bratysława
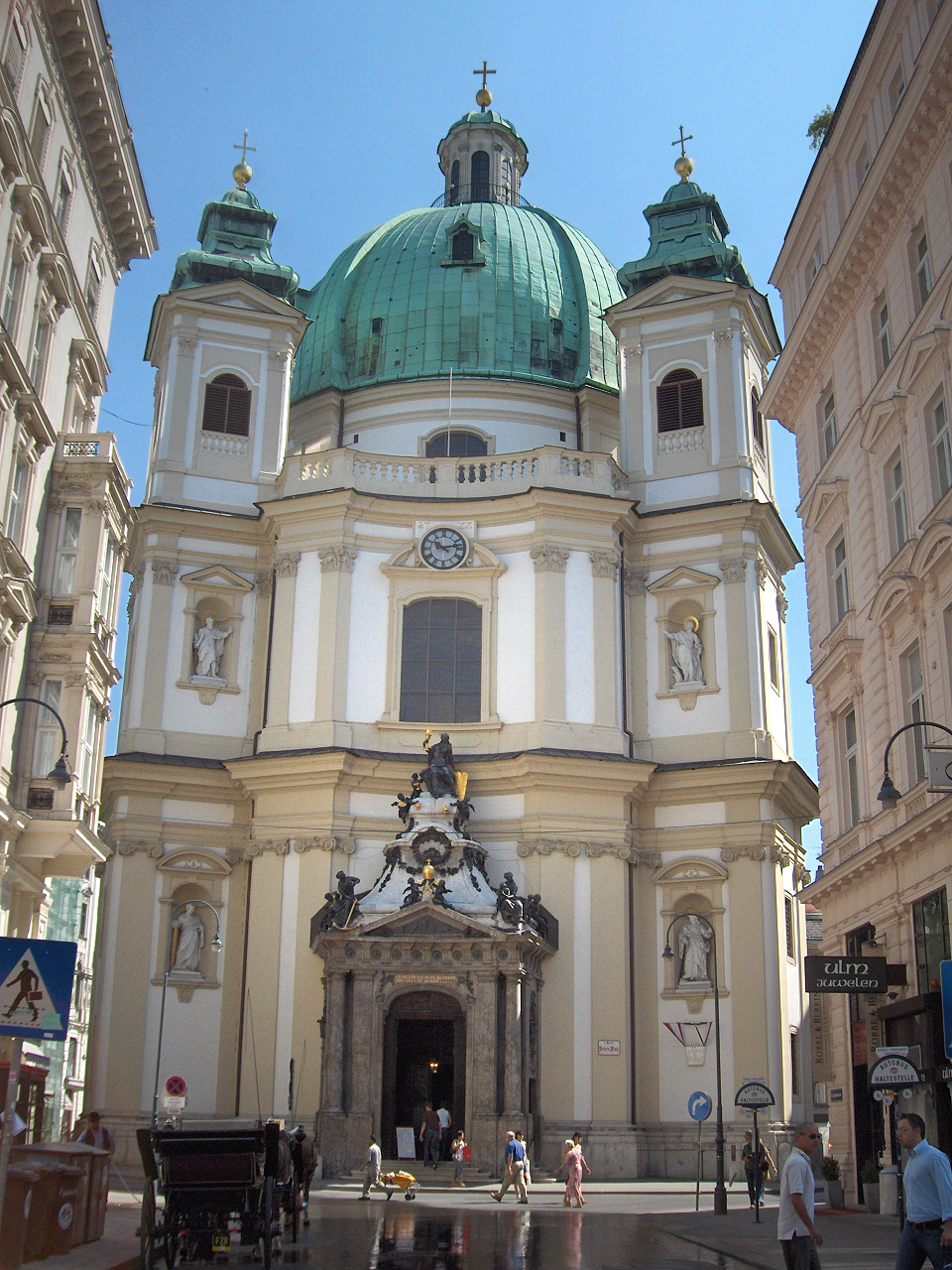
Kościół św. Piotra, Wiedeń
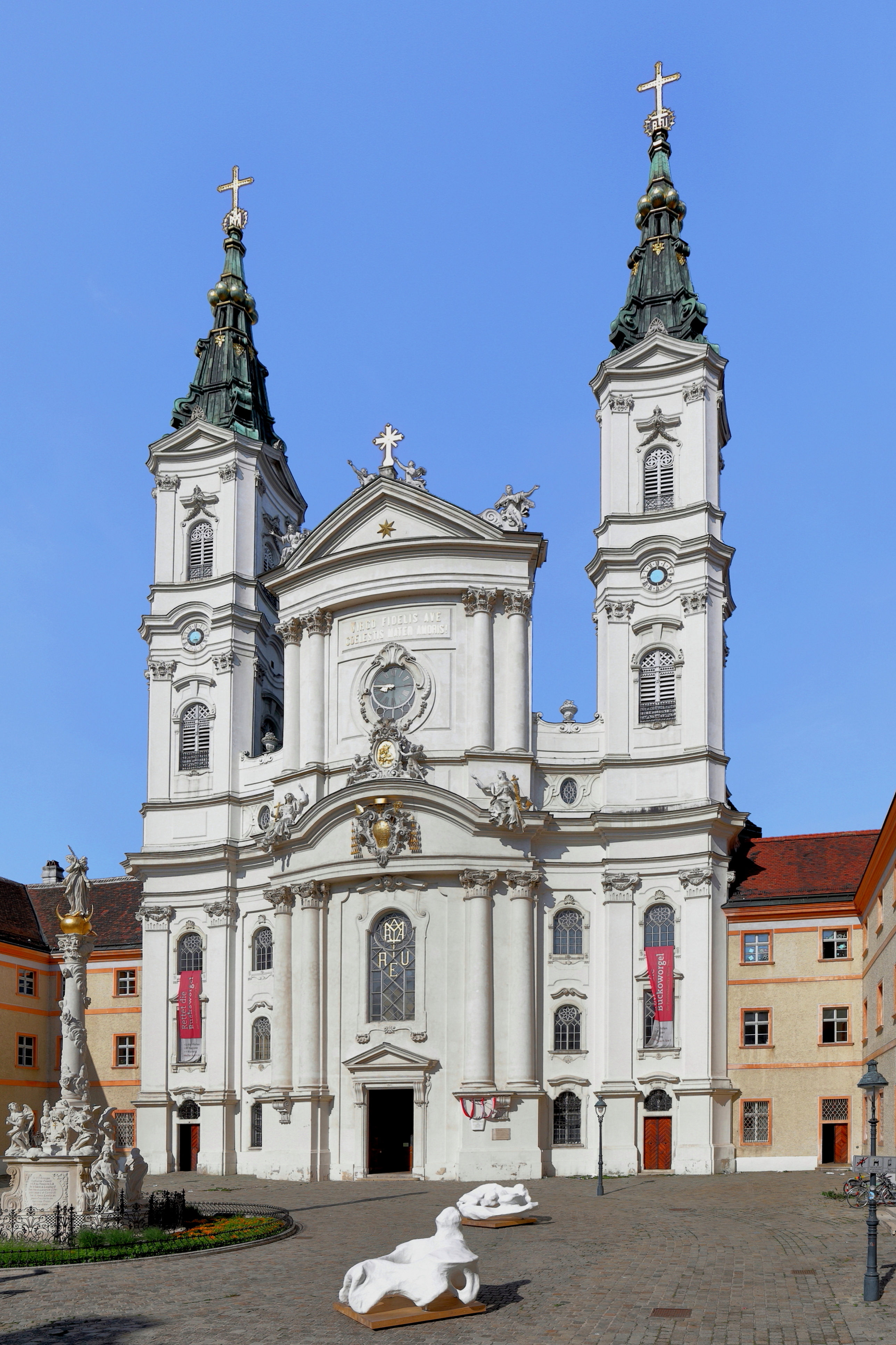
Kościół Pijarów, Wiedeń